# Pizsamaparti
A Pizsamaparti (eredeti cím: Siv sover vilse) 2016-ban bemutatott egész estés svéd–holland film, amelyet Lena Hanno és Catti Edfeldt rendezett. A forgatókönyvet Lena Hanno és Thobias Hoffmén írta, zenéjét Merlijn Snitker szerezte, producere Petter Lindblad volt. 
Magyarországon 2016. október 6-án mutatták be a mozikban.

## Szereplők
| Szereplő            | Színész           |
| ------------------- | ----------------- |
| Siv                 | Astrid Lövgren    |
| Cerisa              | Lilly Brown       |
| Nils                | Henrik Gustafsson |
| Alva                | Sofia Ledarp      |
| Bastiaan            | Barry Atsma       |
| Elme                | Valter Skarsgard  |
| Lillfinger / Pinkie | Bianca Kronlöf    |
| Tumma / Thumb       | Nour El-Refai     |